# James Speyer

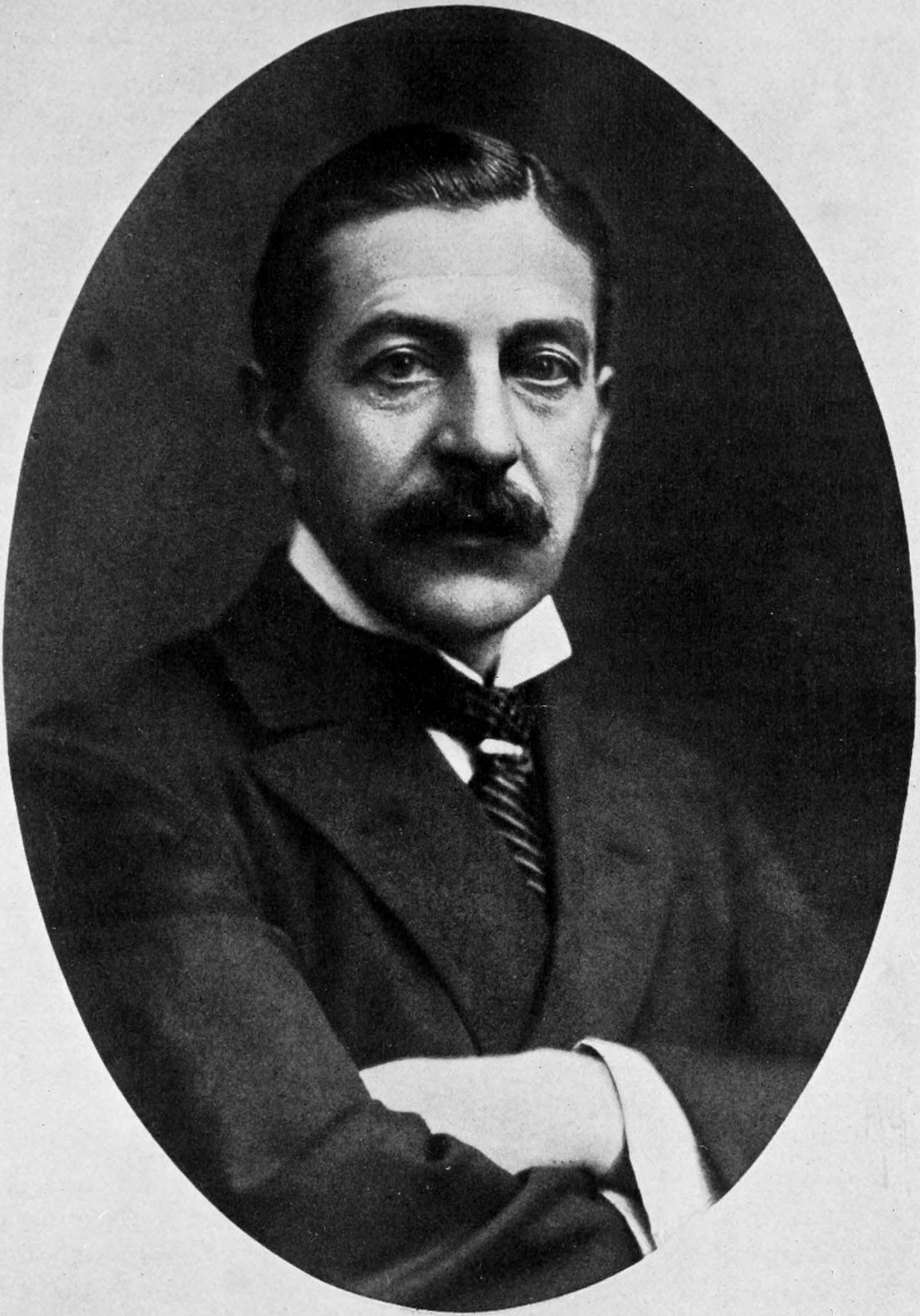
James Speyer

James Speyer (New York, 22 juli 1861 - aldaar, 31 oktober 1941) was een Amerikaans bankier en president van de Firma Speyer & Company. Hij speelde een belangrijke rol in het openbare leven in New York.
In 1885 werd hij bestuurder van de bank Speyer & Co, die in 1837 was opgericht. In 1899 kreeg James Speyer de leiding over het bedrijf. De magnaat richtte de Provident Loan Society en de New York University Settlement op. Hij was een trustee (bestuurslid) van Teachers College en het Museum of the City of New York. James Speyer was Joods.
Het James Speyer House aan Fifth Avenue, aan de Upper East Side van Manhattan herinnert aan zijn loopbaan.
James Speyer werd op 20 januari 1912 door de Duitse keizer onderscheiden met de IIe Klasse van de Orde van de Rode Adelaar.